# Slovakia Ring
El Automotódromo Slovakia Ring es un circuito de carreras situado Orechová Potôň, Distrito de Dunajská Streda en Eslovaquia, aproximadamente a 30km del Aeropuerto de Bratislava. Fue construido entre 2008 y 2009 y Andreas Zuber ostenta el récord actual del trazado establecido en 01:44.247.

## Competiciones
Slovakia Ring albergó carreras del Campeonato Europeo de GT3 2011, el Campeonato Mundial de GT1 2012, el Campeonato FIA GT 2013, y la Blancpain Sprint Series 2014. También recibió al ADAC GT Masters en 2013 y 2014.
El 6 de febrero de 2012, se anunció que el Slovakia Ring reemplazaría a la carrera de Argentina en el calendario de la Temporada 2012 de WTCC. El evento se disputaó el 29 de abril. La fecha se ha mantenido en el calendario desde entonces. La Copa Europea de Turismos ha sido preliminar en todas las ediciones.
La Superstars Series visitó Slovakia Ring en 2013. En 2016 fue sede de las 24 Horas de Eslovaquia, una fecha del Campeonato de Turismos Endurance de Creventic. En 2017 albergó las 8 Horas de Eslovaquia del Campeonato Mundial de Motociclismo de Resistencia.

## Catacterísticas
- Trazado: 5922 m
- Amplitud: 12 m
- Longitud recta de meta: 900 m
- Amplitud recta de meta: 20 m